# Partido Popular (Malaui)
El Partido Popular es un partido político de la República de Malaui fundado en 2011 por Joyce Banda, de mayo de 2009 a abril de 2012 vicepresidenta de Malaui, y Presidenta desde el 7 de abril de 2012.
Joyce Banda creó el Partido Popular después de ser expulsada del gobernante Partido Demócrata Progresista (DPP) cuando se negó a respaldar al hermano menor del presidente Bingu wa Mutharika, Peter Mutharika como el sucesor a la presidencia para las elecciones de 2014.

## Problemas iniciales
Durante el 2011, el tribunal rechazó registrar la organización como un partido político oficial porque su nombre sonaba demasiado similar otros partidos fuera del país. Finalmente el tribunal supremo rechazó esto y ordenó que el partido sea registrado dentro de catorce días.

## Presidentes del partido
- Joyce Banda 2012– presente

## Historia electoral

### Elecciones presidenciales
| Año  | Candidato   | Votos     | %                | Resultado |
| ---- | ----------- | --------- | ---------------- | --------- |
| 2014 | Joyce Banda | 1,056,236 | \| \| 20.20 % \| | Perdió    |
|      | 20.20 %     |           |                  |           |

### Elecciones de Asamblea nacional
|  | 18.15 % |

|  | 2.44 % |